# Johann Baptist Zimmermann

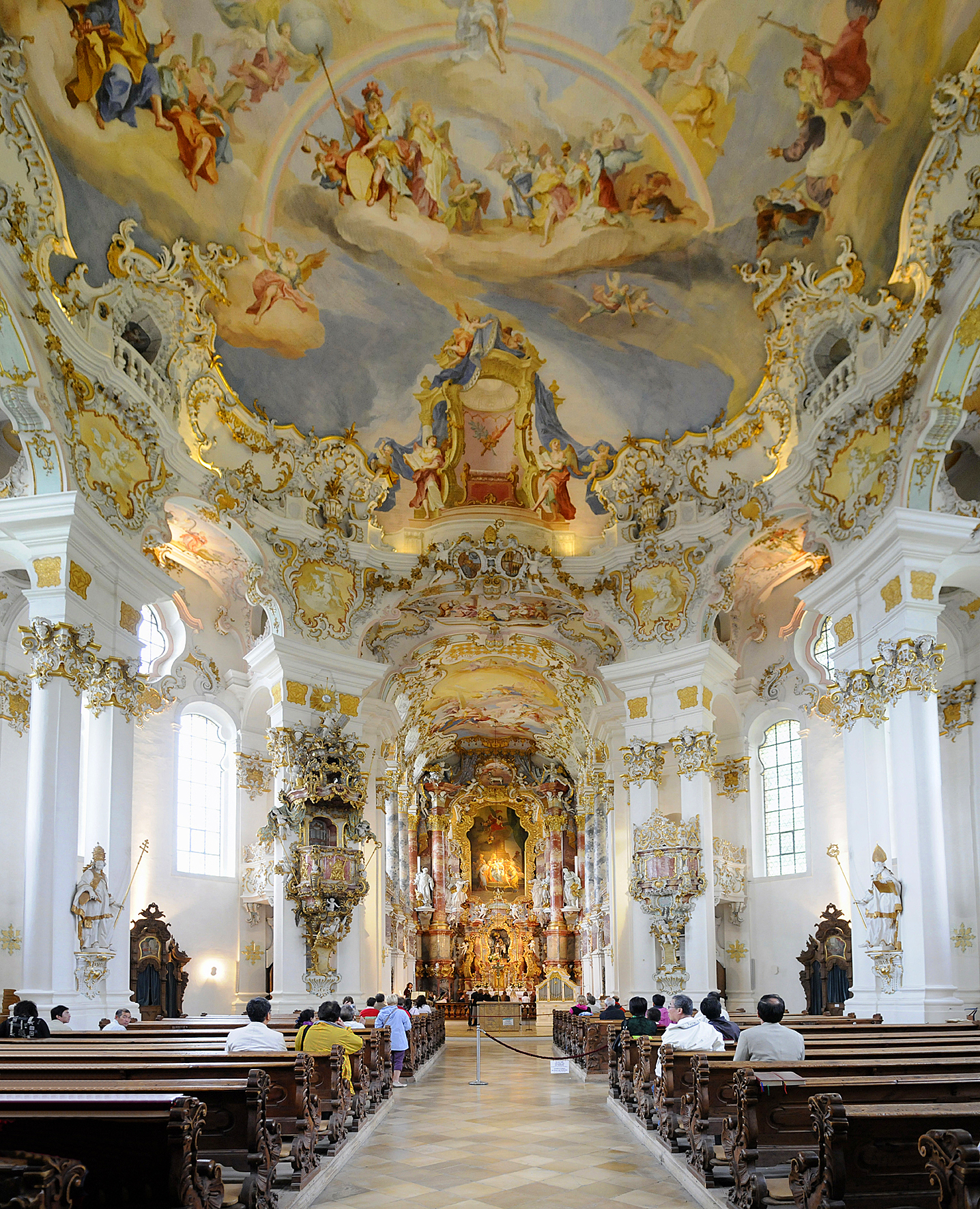
Interieur der Wieskirche, Hauptwerk von Johann Baptist Zimmermann

Johann Baptist Zimmermann (* 3. Januar 1680 in Gaispoint; † 2. März 1758 in München) war ein bedeutender Stuckateur und Maler des süddeutschen Barock. Zu seinen Hauptwerken gehören die Interieurs der Amalienburg in München-Nymphenburg, der Wallfahrtskirche in Steinhausen bei Bad Schussenried und der Wieskirche in Wies bei Steingaden. Er arbeitete häufig mit seinem Bruder Dominikus zusammen.

## Leben
Seine Eltern waren der Stuckateur Elias Zimmermann (* 20. Juni 1656 in Gaispoint; † um 1696) und Justina Zimmermann geborene Rohrmoser (* ?; † 20. Oktober 1717 in Wessobrunn). Wie sein jüngerer Bruder Dominikus Zimmermann, mit dem er häufig zusammenarbeitete, wird Johann Baptist Zimmermann der Wessobrunner Schule zugerechnet. Am 28. März 1705 heiratete er Elisabeth Ostermayr, die im Dienst der Gräfin Maxlrain stand, und ließ sich 1707 im maxlrain’schen Markt Miesbach nieder, wo auch seine fünf Kinder geboren und getauft wurden, darunter seine Söhne und engen Mitarbeiter Johann Joseph und Franz Michael. 1715 ließ er sich in der fürstbischöflichen Residenzstadt Freising nieder, von der aus er hauptsächlich für das Kloster Ottobeuren tätig war. Dort machte er Bekanntschaft mit dem Venezianer Jacopo Amigoni, der 1719 sein erstes Deckenbild für diese Klosterkirche malte.
Wahrscheinlich wurde durch dessen Vermittlung die Aufmerksamkeit des Hofbaumeisters Joseph Effner auf Zimmermann gelenkt. So erlangte er vermutlich mit der Stuckierung des Treppenhauses von Schloss Schleißheim seinen ersten Auftrag für den Münchner Hof. Um 1720 zog er dorthin, wurde 1729 zum Hofstuckateur mit Hofschutz ernannt und avancierte außerdem zum bevorzugten Stuckateur des bayerischen Adels. So schuf er 1732 im Hochstift Würzburg für den Fürstbischof Fresken in der Würzburger Neumünsterkirche und für den dortigen Hauptaltar 1724 das Gemälde Johannes auf Patmos. In Grafing bei München, Miesbach, Schäftlarn und Weyarn existieren Johann-Baptist-Zimmermann-Straßen. Außerdem existiert in Steingaden, in der Nähe der Wieskirche, eine Brüder-Zimmermann-Straße, die ihn zusammen mit seinem Bruder Dominikus ehrt.

## Werke (Auswahl)

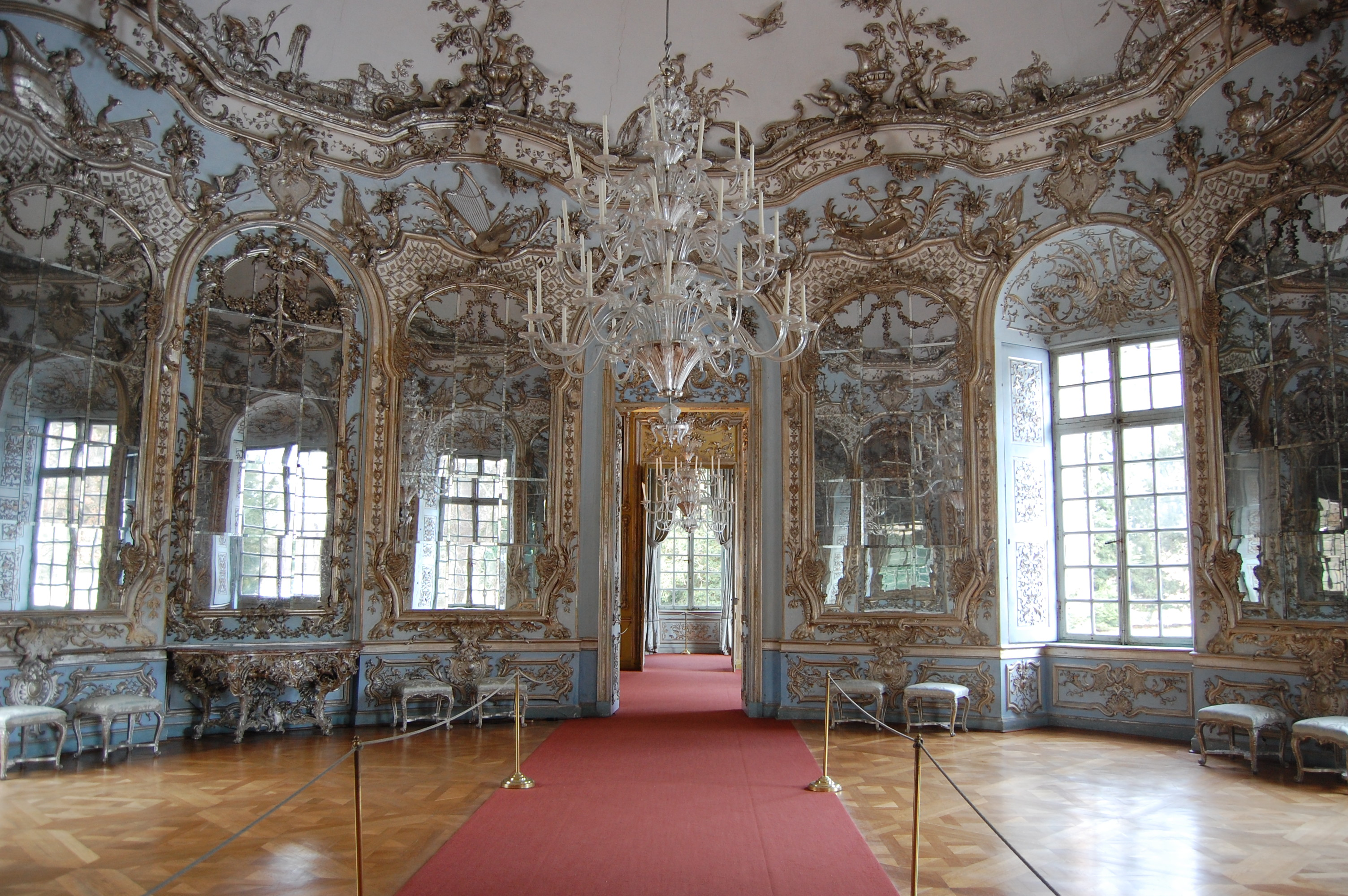
Spiegelsaal, Amalienburg Nymphenburg

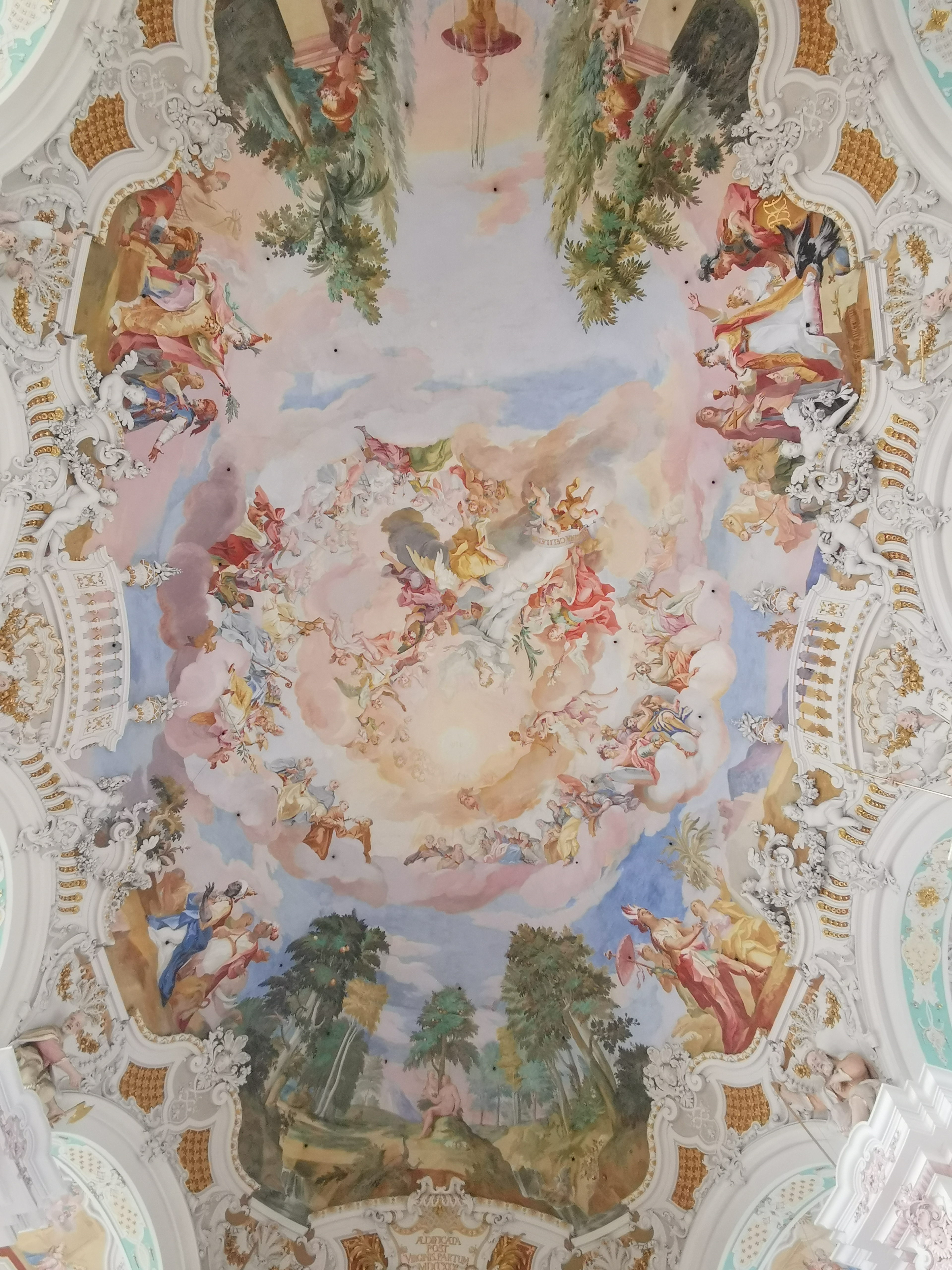
Wallfahrtskirche Steinhausen, Bad Schussenried

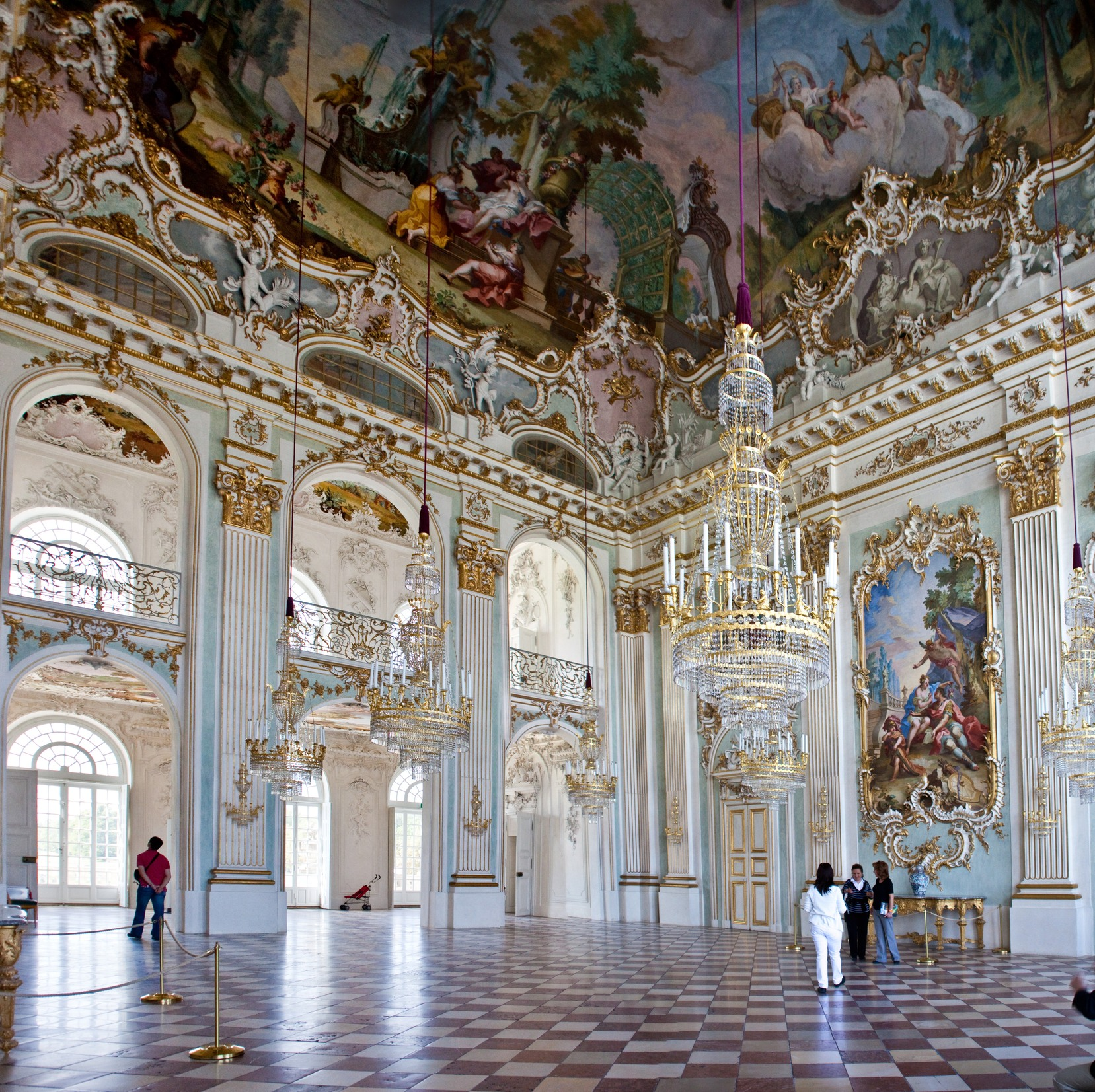
Festsaal, Schloss Nymphenburg

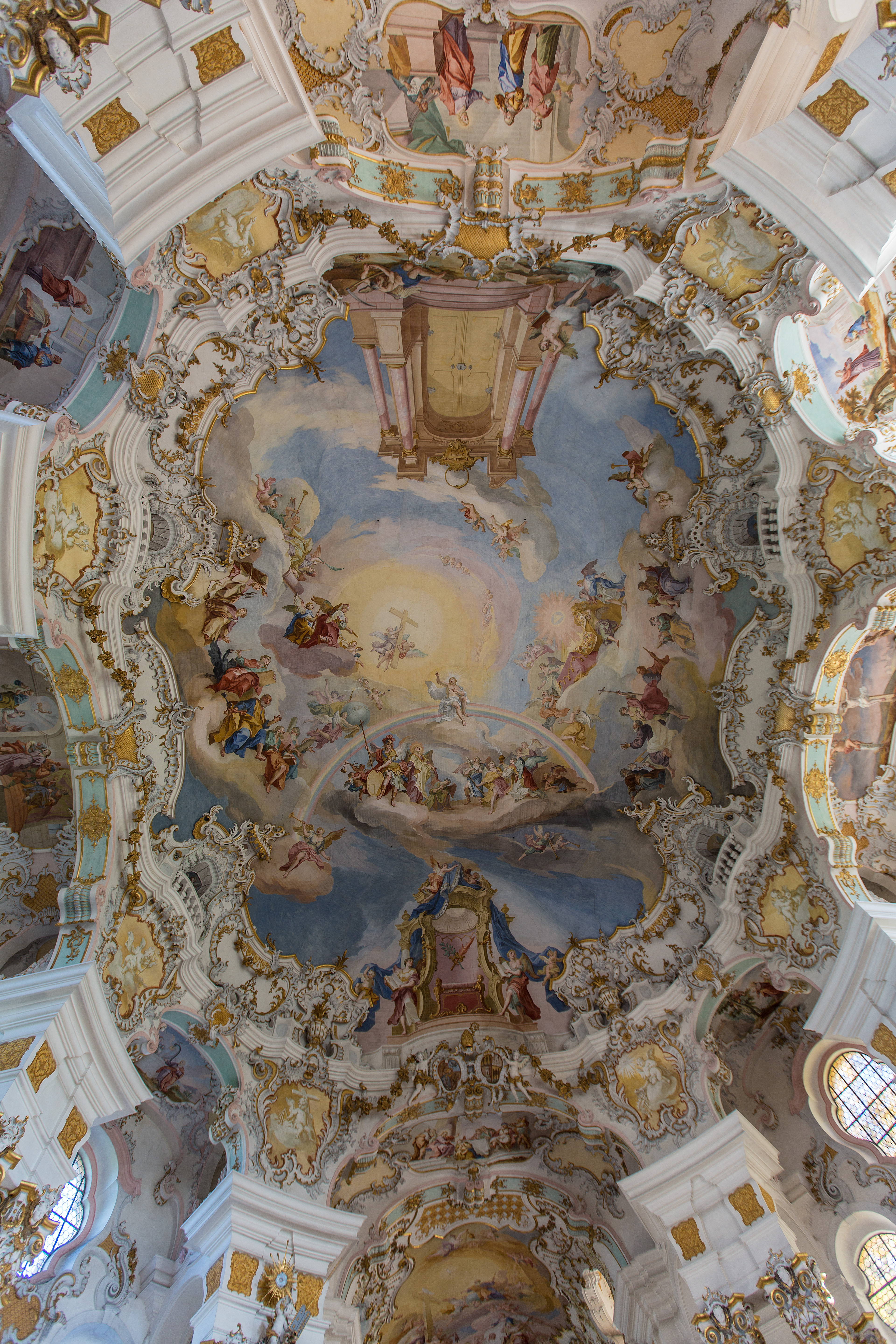
Wieskirche Wies, Steingaden

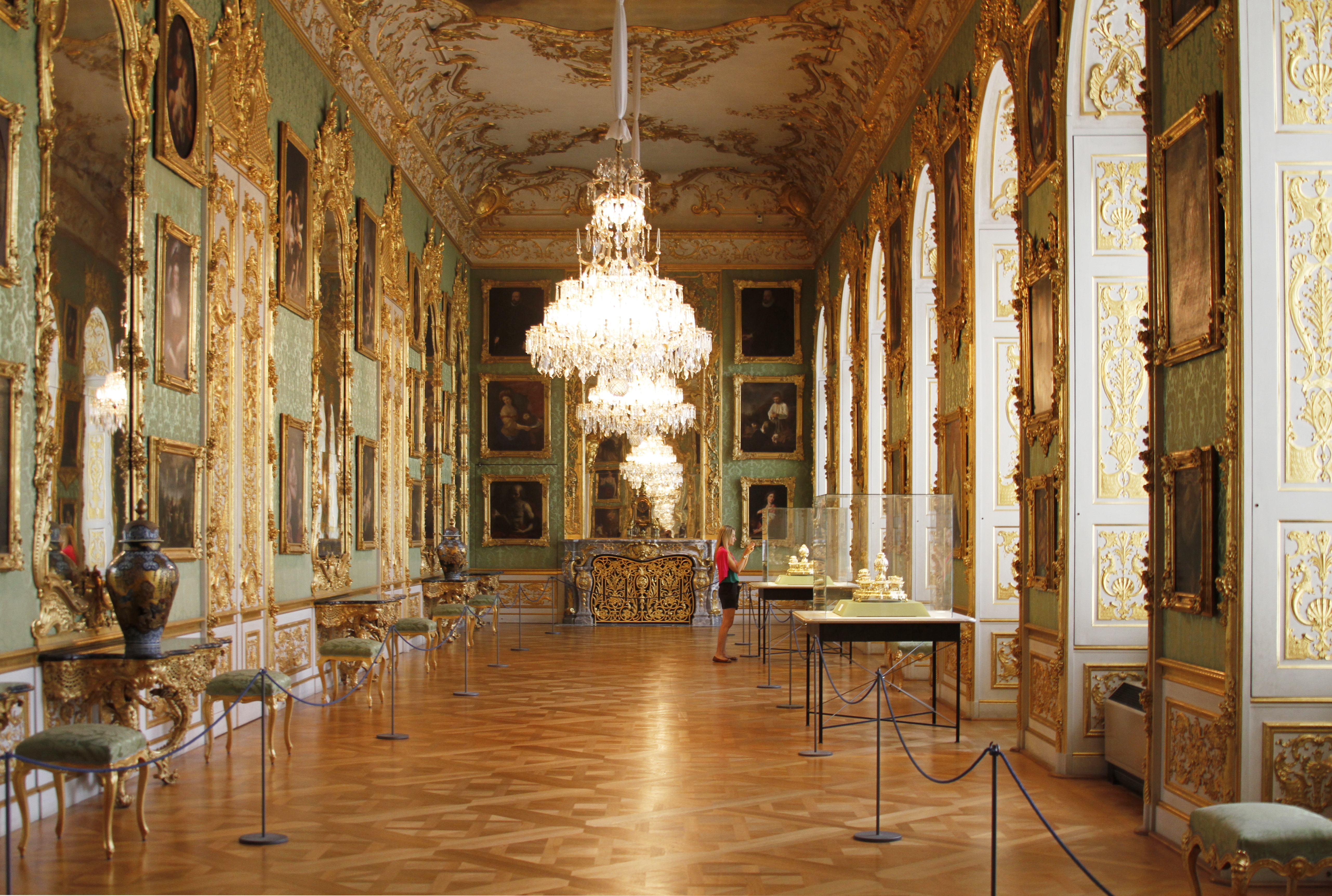
Grüne Galerie, Residenz München

Der Zusatz („+D.Z.“) markiert Werke, an denen auch sein Bruder Dominikus Zimmermann mitarbeitete.
- 1701: Stuck und Fresken im Altarraum der Pfarrkirche Mariä Heimsuchung in Gosseltshausen (Wolnzach)
- 1707: Stuck und Fresken im Altarraum sowie Stuck im Langhaus und in der Sakristei der Wallfahrtskirche Maria Schnee (Markt Rettenbach)
- vor 1710 und 1728: Stuck im Klosterrefektorium der Benediktinerabtei Kloster Tegernsee
- 1709/10–1713/27: Fresken in der Klosterkirche St. Maria sowie Stuck und Fresken in der Bibliothek der ehemaligen Reichskartause Buxheim (+ D.Z.)
- 1714: Stuck und Fresken in der Pfarrkirche St. Sixtus in Schliersee
- 1714–1722: Stuck in der freien Reichsabtei Ottobeuren
- vor/um 1715 Stuck und Fresken in drei Räumen im Schloss Maxlrain
- (ab) 1716: Stuck und Fresken im Domkreuzgang und in den Seitenschiffen der Benediktuskirche in Freising
- 1717: Stuck und Fresken in der Kapelle und im Speisezimmer des ehemaligen Sommerschlosses des Fürstbischofs von Freising in Ismaning
- 1718–1722: Dekorationen der Klosterkirche Maria Medingen (Mariä Himmelfahrt) in Mödingen (+ D.Z.)
- 1718–1723: Gesamtstuckierung und zwölf Stuckplastiken der Apostel in der Jesuiten-Kollegkirche St. Georg in Amberg
- 1720–1726: Stuck im Treppenhaus im Schloss Schleißheim unter Joseph Effner
- um 1721: Stuckierung der Stadtpfarrkirche St. Peter in München
- 1720–1726/27: Stuck im Sommerzimmer und im Spiegelsaal des ersten nördlichen Pavillons von Schloss Nymphenburg
- 1722/23: Dekorationen in der Dominikanerinnenklosterkirche Maria, Königin der Engel, in Bad Wörishofen (+ D.Z.)
- 1724: Johannes auf Patmos, Altarbild des Hauptaltars im Würzburger Neumünster.[1]
- 1724 und 1731–1733: Stuck und Fresken der ehemaligen Bibliothek, des Festsaals und weiterer Räume im Benediktiner-Kloster Benediktbeuern
- 1725/26–1727/29: Gestaltung und Stuck der Pfarrkirche St. Peter und Paul in Buxheim
- 1725/27–1728/33: Dekorationen in der Dominikanerinnenklosterkirche St. Markus in Sießen bei Saulgau (+ D.Z.)
- 1726–1733: Stuck in Räumen in der Münchner Residenz
- 1727–1733: Gestaltung der Pfarrkirche St. Peter und Paul und Wallfahrtskirche U. L. Frau Steinhausen
- 1727/30–1731/33: Fresken in der Wallfahrtskirche zur Schmerzhaften Muttergottes zu Steinhausen (+ D.Z.; gilt als eines der gemeinsamen Hauptwerke)
- 1729: Stuck und Fresken der ehemaligen Augustiner-Chorherrenstiftskirche St. Peter und Paul Weyarn
- 1729/41–1741/48: Stuck und Fresken in der ehemaligen Stiftskirche Mariä Himmelfahrt des Klosters in Dietramszell
- 1730: Stuck und Fresken in der ehemaligen Augustiner-Chorherren-Klosterkirche St. Johann Baptist in Beyharting
- um 1730: Stuck in der Schlosskapelle von Maxlrain
- um 1730: Stuck im Hauptsaal von Schloss Wallenburg bei Miesbach
- ab 1730 Schloss Alteglofsheim
- 1730–1739: Stuck in den Reichen Zimmern der Münchner Residenz
- 1732: Fresken in der ehemaligen Kollegiatstiftskirche Neumünster in Würzburg (zum großen Teil 1945 zerstört, nach 1945 weitgehend kopiert[2])
- 1733/34: Ausgestaltung der Kirche des Zisterzienserinnenklosters Seligenthal in Landshut
- 1733/54–1756/60: Stuck und Fresken in der ehemaligen Prämonstratenserklosterkirche St. Dionys und Juliana in Schäftlarn
- 1734–1737/39: Stuck in der Amalienburg in München-Nymphenburg
- 1738–1740: Gestaltung der Pfarrkirche Mariä Himmelfahrt in Prien am Chiemsee
- 1736: Deckenfresko Augustinerkirche Ingolstadt (zerstört)
- 1737/43–1744/52: Stuck und Fresken in der kurkölnischen Hofkirche (jetzige Pfarrkirche) St. Michael in Berg am Laim
- 1738: Patrizierhaus Kern in Wasserburg am Inn
- 1745–1752: Gestaltung und Stuck der Klosterkirche Mariä Himmelfahrt in Ettal
- 1747/49–1752: Barockisierung der ehemaligen Dominikanerkirche St. Blasius  in Landshut (Stuck, Fresken und Hochaltarblatt Der hl. Dominikus als Schutzpatron der Stadt Landshut)
- 1748/52–1752/54: Stuck und Fresken der Wallfahrtskirche „Maria Brünnlein zum Trost“ bei Wemding
- 1749 und 1753–1754: Fresken in der Wallfahrtskirche zum Gegeißelten Heiland in Wies (Wieskirche); (+ D.Z.; gilt als J. Bs Hauptwerk)
- 1751–1752/54: Stuck und Fresken in der Klosterkirche Andechs St. Nikolaus und St. Elisabeth
- 1751–1761: Barockisierung der Wallfahrtskirche St. Anna in München-Harlaching
- 1753/54: Stuck und Fresken in der Stadtpfarrkirche St. Peter in München
- 1755/56–1757: Stuck und Fresken des Steinernen Saals im Schloss Nymphenburg in München
- 1756: Fresken in der ehemaligen Prämonstratenserklosterkirche in Neustift bei Freising
- 1757: Fresken und Stuck in der Pfarrkirche St. Vitus in Abensberg-Offenstetten